# The Operator – Eine Marble Hornets Story
The Operator – Eine Marble Hornets Story (Originaltitel: Always Watching: A Marble Hornets Story) ist ein amerikanischer Found-Footage-Horrorfilm aus dem Jahr 2015 unter der Regie von James Moran mit Chris Marquette, Jake McDorman, Doug Jones, Alexandra Breckenridge und Alexandra Holden in den Hauptrollen. In einigen Ländern wurde es in „Marble Hornets: The Operator“ umbenannt. Der Film wurde am 7. April 2015 als Video-on-Demand veröffentlicht und startete am 15. Mai 2015 in ausgewählten Kinos.
Der Film ist eine Verfilmung der YouTube-Webserie Marble Hornets, die vom Online-Mythos Slender Man inspiriert ist.

## Handlung
Der Film beginnt damit, dass Eli (Brendon Huor) mit Jamie (Mickey Facchinello), der eine Kamera in der Hand hält, durch den Wald flieht. Jamie bleibt stehen, als ihr klar wird, dass Eli verschwunden ist. Sie sucht nach ihm, entdeckt aber stattdessen The Operator (Doug Jones), eine große, gesichtslose Kreatur in einem Anzug. Sie erreicht das Auto und startet es, wird jedoch von Eli blockiert, der still davor steht. Plötzlich stürmt er zu Jamies Tür und schlägt seinen Kopf durch das Türfenster, bevor er Jamie aus dem Auto zerrt und zu Boden zieht. Ein lautes Knacken ist zu hören, bevor das Band abrupt abbricht.
Milo (Chris Marquette) ist Mitglied eines Nachrichtenteams und in seine Kollegin Sara (Alexandra Breckenridge) verknallt. Allerdings ist Charlie (Jake McDorman), ein Ivy-League-Absolvent, gerade zum Team gewechselt, was Milo und seine Chancen, mit Sara zusammenzukommen, zunichtemacht. Die drei haben die Aufgabe, das mysteriöse Verschwinden eines Mannes namens Dan (Michael Bunin) zu untersuchen. Milo wird damit beauftragt, eine Reihe von Mini-DVR-Kassetten zu untersuchen, die Dan aufgenommen hat. Nach einiger Analyse beginnt er, auf den Bändern Bilder des Operators zu finden.
Während er sich die Bänder ansieht, wird er von einem seltsamen Stromausfall heimgesucht. Schließlich findet Milo das Operator-Symbol, einen Kreis mit einem „x“, der in seinen Hals eingraviert ist. Dann erscheint The Operator in seinem Hinterhof. Milo verlangt, dass er geht, aber stattdessen teleportiert er sich näher an Milo heran und Milo betritt sein Haus wieder. Er flieht schließlich zu Saras Haus und unterbricht sie und einen hemdlosen Charlie, was Charlie verärgert. Charlie zwingt schließlich einen schreienden Milo aus dem Haus. Er weigert sich, nach Hause zu gehen und beschließt, in seinem Auto zu schlafen.
Am nächsten Tag kehrt er nach Hause zurück und findet Charlie in einem Schlafzimmer im Obergeschoss. Charlie konfrontiert Milo wütend mit dem monatelangen Filmmaterial, das er von Sara bei ihrem Alltag hat. Sara kommt herein und ist angewidert von dem, was sie sieht, und Milo gerät in Panik. Charlie weigert sich, ihn eine Kamera berühren zu lassen, und Milo fordert ihn dann auf, sich die Kamera zu schnappen und sich umzusehen. Durch die Kamera sieht Charlie, wie die Schranktür auffliegt und The Operator auf ihn zustürmt. Charlie gerät in Panik und lässt die Kamera fallen, und alle drei verlassen das Haus.
Später schalten sie die Kamera ein und finden in Milos Auto ein Operator-Symbol. Die drei begeben sich auf die Flucht, um dem Operator zu entkommen und herauszufinden, was mit Dan und seiner Familie passiert ist. Schließlich erzählt ihm Charlies Informant, dass Dan mit seinem Geld ein Haus an einem neuen Standort gekauft hat. Sie stellen jedoch fest, dass das Haus niedergebrannt ist. Sie finden einen Sturmschutzraum mit einer funktionierenden Kamera, die alles, was im Haus vor sich geht, aufzeichnet. Der Feed enthüllt, dass Dan seine Tochter Tara (Morgan Bastin) erstickte, bevor er selbst von seiner Frau Rose (Alexandra Holden) getötet wurde, die daraufhin das Haus niederbrannte.
Dann gehen sie zum örtlichen Sheriff (George Back), der ihnen mitteilt, dass Rose den Brand überlebt hat und in einer Anstalt eingesperrt ist. Den drei gelingt es, Rose zu kontaktieren, die ihnen dann ruhig mitteilt, dass sie glaubt, das Monster sei in ihr Leben gekommen, weil Dan sich dafür interessiert habe. Als sie jedoch das Operator-Symbol auf Saras Arm sieht, greift sie sie an. Sara, Milo und Charlie müssen gehen, während das medizinische Personal Rose festhält.
Da sie keine Wahl mehr haben, beschließen sie, in einer Hütte ein letztes Gefecht zu machen. Nachdem er den ganzen Ort mit Kameras ausgestattet hat, bemerkt Milo, dass die Kamera ein Detail auffing, das er im Krankenhaus übersehen hatte: Roses Mal war verschwunden. Die Besatzung wird dann vom The Operator angegriffen. Milo erhängt sich und glaubt, dass Charlie und Sara in Sicherheit sind, wenn er stirbt. The Operator scheint zu gehen, nachdem Milo gestorben ist, aber Milos Leiche erhebt sich plötzlich wie ein Zombie aus dem Boden. Es schnappt sich eine Pfeife und schlägt Charlie zu Tode, bevor es Sara fängt und tötet. Dann fällt Milo zu Boden, seine Augen sind ganz weiß. Augenblicke später erscheint The Operator und seine Bewegungen scheinen sich zu wiederholen. Dann verschwindet er und Milos Augen werden wieder normal.
Der Film endet damit, dass Dan und Rose einen Verkauf verlassen, bei dem Dan eine Kamera mit einer „College-Projektkassette“ gekauft hat, vermutlich einer Kassette aus dem Studentenfilm im Film der ursprünglichen Marble Hornets-Webserie.

## Rezeption
Die kritische Aufnahme von The Operator war überwiegend negativ. Dread Central gab dem Film eine gemischte Bewertung und schrieb: „Für Fans wird es eine lustige kleine Bonusgeschichte sein, die einen in der Substanzabteilung enttäuscht. Für Leute, die einen unterhaltsamen Horrorfilm suchen, wird er nicht besonders einprägsam sein, aber er wird ihnen eine gute Zeit bescheren. Wenn man nicht zu viel darüber nachdenkt und ihn einfach erlebt, ist er recht unterhaltsam. Als Film-/Horror-Nerd wurde ich enttäuscht, aber das allgemeine Publikum wird diesen Film sehr mögen. Er hat genug Interessantes zu bieten, um meinen Respekt zu verdienen, aber zu viel Falsches, um mich zu begeistern. Ein solider Spaß, aber kein Meisterwerk.“ Eine der häufigsten Beschwerden über den Film war, dass er trotz eines viel höheren Budgets nicht an die ursprüngliche Webserie heranreichen konnte.
Noah Dominguez von CBR lobte The Operator in einem Rückblick, der 2022, sieben Jahre nach der Erstveröffentlichung des Films, veröffentlicht wurde. Dominguez' Artikel beschrieb The Operator als überlegene Alternative zu anderen Spielfilmen, die auf dem Slender-Man-Mythos basieren, wie z. B. dem 2018 erschienenen Sony-Film Slender Man: „Als eigenständiger Film, der im selben Universum spielt, bereichert Always Watching (The Operator) die Welt der Marble Hornets und gibt etablierten Fans neue Informationen, indem er zeigt, dass die schrecklichen Machenschaften des The Operators weit über das hinausgehen, was [Serienprotagonist Jay Merrick] und die Gang erlebt haben. Gleichzeitig muss man aber Marble Hornets nicht gesehen haben, um Always Watching (The Operator) zu verstehen, was bedeutet, dass es für Neulinge, die einfach nur einen Slender-Man-Film sehen wollen, keine Einstiegshürde gibt.“